# 袁胤隆
袁胤隆（？—？），字隆之，山東萊州府膠州籍江西龍泉縣人，明朝政治人物。

## 生平
萬曆四十年（1612年）壬子科山東鄉試第五名舉人，崇禎十年（1637年），登丁丑科會試第一百二十五名，廷試三甲八十二名进士。工部觀政。

## 家族
曾祖袁鹤龄，训导贈中书舍人；祖袁繼業，嘉靖庚戌進士，御史升苑马寺卿；父袁学古，萬曆癸酉举人，祀乡贤。